# Allard Lindhout
Allard Lindhout (Warmond, 11 september 1987) is een Nederlands voetbalscheidsrechter. Hij is in dienst van de KNVB en leidt voornamelijk wedstrijden in de Eredivisie.

## Carrière
Op 5 oktober 2010 leidde Lindhout zijn eerste professionele wedstrijd op het tweede niveau. De wedstrijd in Apeldoorn tussen AGOVV en RBC Roosendaal eindigde in een 1-0-overwinning voor thuisploeg AGOVV. Lindhout deelde vijf gele kaarten uit. Het seizoen 2010/11 sloot hij af met de volgende getallen: hij was scheidsrechter in negen competitiewedstrijden en gaf daarin vierendertig maal een gele kaart. Dat komt neer op een gemiddelde van 3,8 gele kaarten per wedstrijd.
Op 18 april 2015 debuteerde Lindhout in de Eredivisie. Hij floot de wedstrijd tussen Willem II en FC Groningen (1–4). Hij deelde drie gele kaarten uit bij zijn eredivisiedebuut. Door het stoppen van Eric Braamhaar promoveerde Lindhout op 9 augustus 2017 naar de senior-groep, de hoogste groep in Nederland. Vanaf 2020 staat hij op de internationale lijst, waarmee hij ook internationale wedstrijden mag fluiten. Lindhout floot zijn eerste interland op 25 maart 2022 tussen Zuid-Afrika en Guinee (0-0). Hij hield de kaarten op zak.
Naast zijn werk in het voetbal is Lindhout invalleraar op een basisschool.

## Interlands
| Datum             | Plaats                 | Wedstrijd                | Uitslag | Competitie             | Kreeg geel | Kreeg voor de tweede keer geel en dus rood | Weggestuurd |
| ----------------- | ---------------------- | ------------------------ | ------- | ---------------------- | ---------- | ------------------------------------------ | ----------- |
| 25 maart 2022     | Kortrijk, België       | Zuid-Afrika – Guinee     | 0 – 0   | Vriendschappelijk      | 0          | 0                                          | 0           |
| 7 juni 2022       | Helsinki, Finland      | Finland – Montenegro     | 2 – 0   | Nations League 2022/23 | 1          | 0                                          | 0           |
| 17 november 2022  | Dublin, Ierland        | Ierland – Noorwegen      | 1 – 2   | Vriendschappelijk      | 0          | 0                                          | 0           |
| 12 september 2023 | Genk, België           | Japan – Turkije          | 4 – 2   | Vriendschappelijk      | 5          | 0                                          | 0           |
| 12 oktober 2023   | Tórshavn, Faeröer      | Faeröer – Polen          | 0 – 2   | EK 2024 kwalificatie   | 6          | 0                                          | 1           |
| 23 maart 2024     | Kopenhagen, Denemarken | Denemarken – Zwitserland | 0 – 0   | Vriendschappelijk      | 5          | 0                                          | 0           |
| 6 september 2024  | Almaty, Kazachstan     | Kazachstan – Noorwegen   | 0 – 0   | Nations League 2024/25 | 5          | 0                                          | 0           |
| 18 november 2024  | Plovdiv, Bulgarije     | Bulgarije – Wit-Rusland  | 1 – 1   | Nations League 2024/25 | 8          | 0                                          | 0           |
| 25 maart 2025     | Nikšić, Montenegro     | Montenegro – Faeröer     | 1 – 0   | WK 2026 kwalificatie   | 2          | 0                                          | 0           |

Laatst bijgewerkt op 27 maart 2025.